# 콘데 데 카살역
콘데 데 카살 역(스페인어: Conde de Casal)은 마드리드 지하철 6호선의 역이다. 마드리드 레티로 구의 니뇨스헤수스 지역과 에스트레야 지역 사이에 걸쳐 있으며, 콘데 데 카살 광장 바로 북쪽의 독토르 에스케르도 거리 지하에 위치해 있다. 요금구역 상으로는 A구역에 속한다.

## 역사
1979년 10월 10일 10호선의 파시피코-콰트로 카미노스 구간 개통과 함께 문을 열었다. 6호선 역 중에서는 유일하게 섬식 승강장 없이 상대식 승강장이 서로 분리된 채 설치되어 있는 역이기도 하다. 다만 이 같은 구조를 띈 역은 흔치는 않으나 다른 노선에서도 찾아볼 수는 있다. 5호선의 알론소 마르티네스 역, 추에카 역, 그란 비아 역이나 10호선의 트리부날 역과 알론소 마르티네스 역도 비슷한 구조를 띄고 있다.
차후 11호선을 이 역을 거쳐 북쪽 지역까지 연장하는 방안이 계획중에 있다. 이 방안이 실현되면 콘데 데 카살은 6호선과 11호선이 지나는 환승역이 된다.

## 환승 정보
역 주변에는 시내버스 정류장이 총 일곱 곳 있다.
콘데 데 카살 광장에는 시외버스 노선이 모이는 정류장이 있다. 이들 노선은 A-3도로를 따라 리바스바시아마드리드, 아르간다델레이, 모라타데타후냐, 친촌 등 마드리드 남동부의 교외지역을 다닌다. 다만 일부 노선의 경우 마드리드 도심의 론다 데 아토차로 향하는 것도 있다.
버스
- 시내버스
  - 14, 32, 56, 63, 143, 145, 156, E번 노선 (주간)
  - N9번 노선 (야간)
- 시외버스
  - 309, 312, 312A, 313, 326, 331, 332, 333, 334, 336, 337, 339, 341, 351, 352, 353번 노선 (주간)
  - N301, N302, N303번 노선 (야간)

지하철
| 마드리드 지하철 | 마드리드 지하철       | 마드리드 지하철         |
| --------------- | --------------------- | ----------------------- |
| 파시피코 순환선 | 마드리드 지하철 6호선 | 사인스 데 바란다 순환선 |